# Bernard-Marie de Jésus
Pour les articles homonymes, voir Marie de Jésus.
Cesare Silvestrelli en religion Bernard-Marie de Jésus est un prêtre passioniste (Rome, 7 novembre 1831 - Moricone, 9 décembre 1911) vu comme le second fondateur de l'institut. Il est béatifié par le pape Jean-Paul II en 1988.

## Biographie
Né le 7 novembre 1831 à Rome de Gian Tommaso et Teresa Silvestrelli, il est baptisé sous le nom de Cesare Pietro le même jour.
Il fait ses études au collège romain. Attiré par la vie des passionistes, il entre au noviciat au monastère du Monte Argentario le 25 mars 1854 à l'âge de 22 ans et reçoit l'habit religieux le 7 avril sous le nom de Louis du Sacré-Cœur de Marie. Un mois plus tard, cependant, il est contraint d'abandonner pour raison de santé mais continue à vivre avec les passionistes dans une autre maison de la ville pendant qu'il fait des études théologiques.
Il est ordonné prêtre le 22 décembre 1855 et décide de se présenter de nouveau dans la congrégation, il entre cette fois au noviciat de Morrovalle où il reprend l'habit avec le nom de frère Bernard-Marie de Jésus. Là, il est le camarade d'un autre novice qui sera canonisé : saint Gabriel de l'Addolorata. Il fait sa profession perpétuelle le 28 avril 1857 et poursuit des études pour la prédication, celles-ci achevées, il est affecté, d'abord au bureau du directeur des étudiants à Morrovalle (1860-1864) puis comme maître des novices au monastère passioniste de la Scala Santa à côté de la basilique Saint-Jean-de-Latran à Rome ( 1864-1869).
Il est nommé ensuite recteur de la communauté. C'est là que, le 19 septembre 1870, le pape Pie IX visite la Scala Santa avant que la ville soit assiégée lors de la prise de Rome. Bernard-Marie  soutient le pape par le bras et montent les marches à genoux, pleurant amèrement.
En 1876, il est premier consulteur provincial de la province romaine puis vice-supérieur provincial. Au chapitre général de 1878, il est élu supérieur général. Il fonde de nouvelles maisons à l'étranger (en particulier en Amérique latine) et réforme les règles de la congrégation, étant particulièrement ferme sur le retour à l'esprit du fondateur, saint Paul de la Croix, pour faire revivre l'esprit originel.
En 1884, il est désigné de nouveau comme supérieur général mais démissionne du poste en 1889. En 1893, une vision de saint Gabriel de l'Addolorata convainc le père Bernard-Marie d'assister au chapitre et il est, une fois de plus, choisi comme supérieur général, poste où il est réélu en 1899 et 1905. Il établit un centre international d'études pour les étudiants passionistes à Saints-Jean-et-Paul de Rome et visite chaque province de sa congrégation dans le monde. Il démissionne de nouveau en 1905, mais est nommé général honoraire à vie. En 1911, il prend sa retraite à la communauté passioniste du Moricone et meurt en décembre de la même année.

## Béatification
La cause de sa canonisation a été ouverte le 23 mai 1939. Il est déclaré vénérable par le pape Paul VI en 1973 et béatifié par le pape Jean-Paul II le 16 octobre 1988. Il est fêté le 9 décembre.

## Sources
- Osservatore Romano, 1988, no 44
- La Documentation catholique, 1988 p. 1173